# Великая Русава
Вели́кая Руса́ва (укр. Велика Русава) — село на Украине, находится в Томашпольском районе Винницкой области.
Код КОАТУУ — 0523980901. Население по переписи 2022 года составляет 1105 человек. Почтовый индекс — 24210. Телефонный код — 4348.
Занимает площадь 5,79 км².

## История
До Русской Революции 1910—1920-х гг. входило в состав Ямпольского уезда Подольской губернии Российской Империи, также упоминалось как Великая Руссава. В селе существовало имение Николая Ильича Виноградского, который умер в нем 14 января 1904 года.

## Религия
В селе действует Свято-Покровский храм Томашпольского благочиния Могилёв-Подольской епархии Украинской православной церкви. В Малой Русаве действует Свято-Николаевский храм этой же юрисдикции.

## Адрес местного совета
24210, Винницкая область, Томашпольский р-н, с. Великая Русава, ул. Кирова, 22